# Anni 570 a.C.
Gli anni 570 a.C. sono il decennio che comprende gli anni dal 579 a.C. al 570 a.C. inclusi.

## Nati
- Policrate, greco antico († 522 a.C.)570 a.C.
- Senofane, filosofo e poeta greco antico († 475 a.C.)

## Morti
- Tarquinio Prisco, re romano576 a.C.
- Aeropo I di Macedonia, re macedone antico570 a.C.
- Aprie, sovrano egizio